# Krokvatten
Krokvatten är en sjö i Stenungsunds kommun i Bohuslän och ingår i Göta älv-Bäveåns kustområde. Sjöns area är 0,034 kvadratkilometer och den är belägen 129 meter över havet.